# Estación de La Alamedilla
La Alamedilla es un apeadero ferroviario situado en la ciudad española de Salamanca, en la comunidad autónoma de Castilla y León. Cuenta con servicios de Media Distancia operados por Renfe.

## Situación ferroviaria
La estación se encuentra en el punto kilométrico 0,900 de la línea férrea de ancho ibérico que une Medina del Campo con la localidad portuguesa de Vilar Formoso a 613 metros de altitud, en su sección entre Salamanca y Vilar Formoso.

## La estación
Se encuentra en el barrio de las Delicias, cerca del parque de La Alamedilla. Está ubicada en una trinchera a la que se accede recorriendo una larga rampa que permite llegar hasta el único andén lateral del que dispone el apeadero. Una sola vía da servicio al largo andén curvado. Varias marquesinas repartidas a lo largo del mismo sirven de refugio a los pasajeros.

## Servicios ferroviarios

### Media Distancia
La estación dispone de un importante tráfico de trenes de Media Distancia que permiten enlazar Salamanca con destinos como Madrid, Valladolid, Ávila o Palencia. La Alamedilla suele utilizarse como final de trayecto de tal forma que los trenes concluyen su recorrido en el apeadero pero lo inician en la estación principal de Salamanca. 
| Línea MD | Servicio        | Origen/Destino          | Paradas intermedias | Destino/Origen          |
| -------- | --------------- | ----------------------- | --- | ----------------------- |
| 13       | MD              | Madrid-Príncipe Pío     | Villalba · El Escorial · Ávila · Cardeñosa de Ávila · San Pedro del Arroyo · Crespos · Narros del Castillo · Peñaranda de Bracamonte · Villar de Gallimazo · Babilafuente · San Morales · Aldealengua · Salamanca | Salamanca-La Alamedilla |
| 13       | MD              | Madrid-Príncipe Pío     | Villalba · El Escorial · Ávila · Peñaranda de Bracamonte · Salamanca | Salamanca-La Alamedilla |
| 13       | MD              | Madrid-Príncipe Pío     | Villalba · El Escorial · Zarzalejo · Robledo de Chavela · Santa María de la Alameda-Peguerinos · Las Navas del Marqués · Navalperal · Herradón-La Cañada · Ávila · Peñaranda de Bracamonte · Salamanca            | Salamanca-La Alamedilla |
| 19       | MD              | Palencia                | Venta de Baños · Dueñas · Valladolid-Universidad · Valladolid-Campo Grande · Medina del Campo · Campillo · El Carpio · Fresno el Viejo · Cantalapiedra · El Pedroso de la Armuña · Gomecello · Salamanca          | Salamanca-La Alamedilla |
| 19       | MD              | Valladolid-Campo Grande | Medina del Campo · Salamanca | Salamanca-La Alamedilla |
| 19       | MD              | Valladolid-Campo Grande | Viana de Cega · Valdestillas · Matapozuelos · Pozaldez · Medina del Campo · Salamanca | Salamanca-La Alamedilla |
| 19       | Regional Exprés | Valladolid-Campo Grande | Viana de Cega · Valdestillas · Matapozuelos · Pozaldez · Medina del Campo · El Carpio · Fresno el Viejo · Cantalapiedra · El Pedroso de la Armuña · Pitiegua · Gomecello · Moriscos · Salamanca                   | Salamanca-La Alamedilla |
| 19       | Regional Exprés | Valladolid-Campo Grande | Viana de Cega · Valdestillas · Matapozuelos · Pozaldez · Medina del Campo · El Carpio · Fresno el Viejo · Cantalapiedra · Gomecello · Salamanca                                                                   | Salamanca-La Alamedilla |